# Luke Bryan

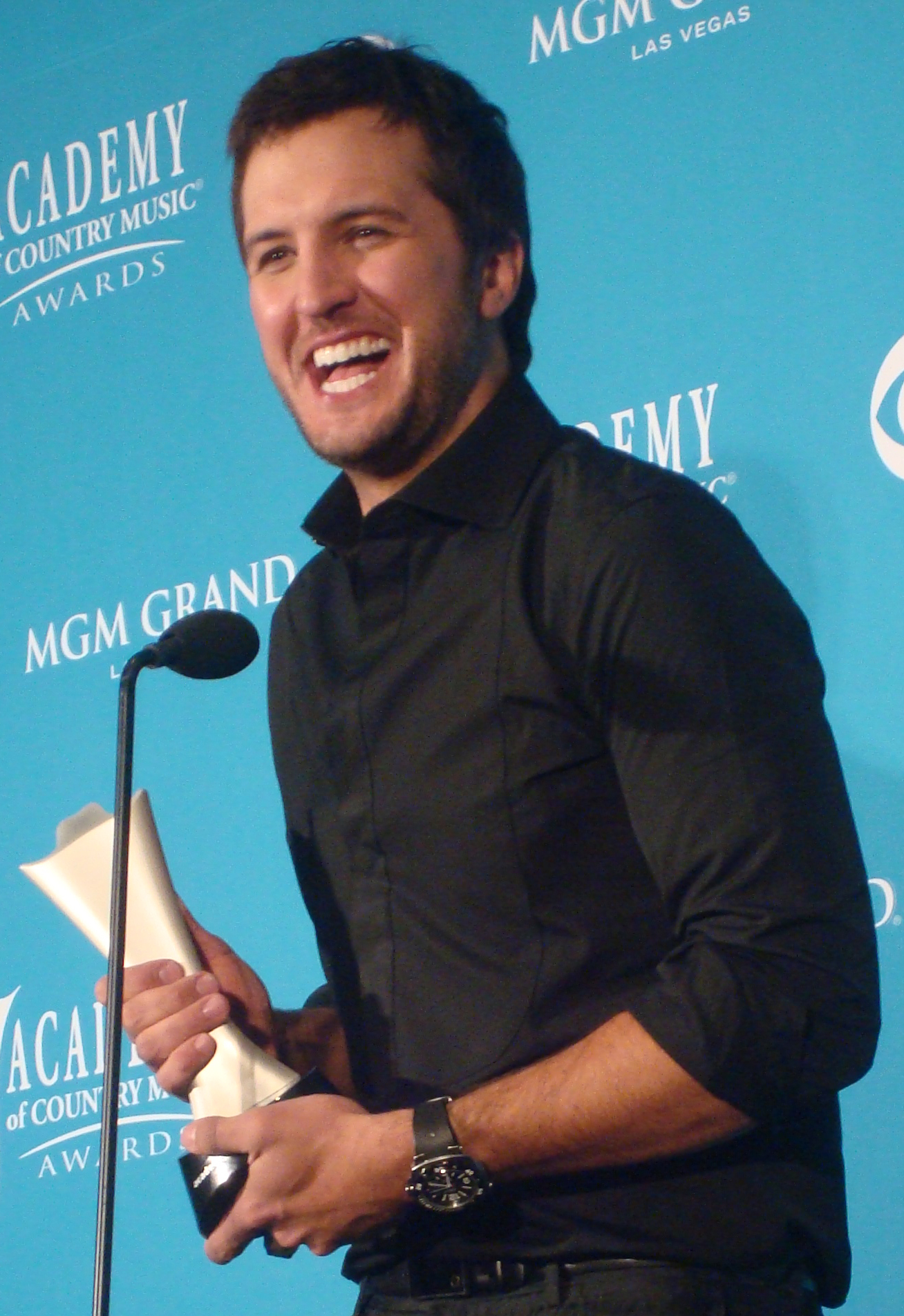
Luke Bryan bei den ACM Awards (2010)

Luke Bryan (* 17. Juli 1976 in Leesburg, Georgia; eigentlicher Name Thomas Luther Bryan) ist ein US-amerikanischer Country-Sänger.

## Karriere
Mit 14 bekam Luke Bryan seine erste Gitarre und spielte schon bald in den Clubs um seinen Heimatort. Eigentlich wollte er möglichst bald nach Nashville, in die Hauptstadt der Countrymusik, gehen, als sein Bruder bei einem Autounfall starb, entschloss er sich jedoch zu einem Studium an der Georgia Southern University, um der Familie und dem heimischen Farmbetrieb näher zu sein. An der Universität machte er weiter mit der Musik, gründete eine Band und produzierte auch ein eigenes Album. Nach dem Abschluss blieb er aber erst einmal bei der Familie, bis ihn sein Vater aufforderte, es in Nashville zu versuchen.
2001 ging Luke Bryan in die „Music City“. Er arbeitete bei einem Musikverlag und trat nebenher als Sänger auf, wo er schließlich entdeckt und von Columbia unter Vertrag genommen wurde. Im Oktober 2006 veröffentlichte er eine erste EP mit dem eigenen Namen als Titel. Seine Debütsingle All My Friends Say erschien im Sommer 2007 und war gleich sehr erfolgreich. Sie erreichte sofort die Top 5 der Country- und die offiziellen Charts. Sein erstes Album I’ll Stay Me kam kurz darauf auf Platz 2 bei den Countryalben. Album und Single wurden beide mit Gold ausgezeichnet.
Zwei Jahre später kam der endgültige Durchbruch mit dem Album Doin' My Thing, das erneut Platz 2 im Countrybereich erreichte und auch unter die Top 10 der Albumverkaufscharts kam. Die erste Albumsingle Do I verfehlte ebenfalls Platz 1 der Countrycharts, dafür schafften es gleich beide folgende Songs, Rain Is a Good Thing und Someone Else Calling You Baby bis an die Spitze. Die zwei ersten Auskopplungen waren Millionenseller. Diesen Erfolg steigerte er noch einmal 2011 mit dem Album Tailgates & Tanlines, das sein erstes Country-Nummer-eins-Album wurde und sich über zwei Millionen Mal verkaufte. Das Album brachte auch die Country-Nummer-eins-Singles drei und vier hervor. Das Lied Country Girl wurde mit Dreifach-, Drunk on You und I Don’t Want This Night to End Doppelplatin und für alle drei Platzierungen in den Popcharts um Platz 20.
Im Jahr 2013 veröffentlichte Luke Bryan zuerst das Album Spring Break … Here to Party, das sich aus den Liedern der ersten vier Spring-Break-EPs, die zwischen 2009 und 2012 erschienen waren, und einem Bonussong zusammensetzt. Es brachte ihm die erste Nummer-eins-Platzierung in den offiziellen Albumcharts. Die zweite folgte noch im selben Jahr mit der Veröffentlichung des vierten Studioalbums Crash My Party. Selbst verkaufte es sich innerhalb weniger Monate zwei Millionen Mal, drei Songs daraus, der Titelsong, That’s My Kind of Night und Drink a Beer, waren Millionenseller, die beiden letztgenannten auch Nummer-eins-Hits bei den Country-Songs.
Im Jahr darauf setzte er die Spring-Break-Serie mit einer weiteren EP fort, die selbst der vierte Spitzenreiter in den Country-Albumcharts wurde und mit Play It Again seinen siebten Spitzenreiter der Countrysingles und seinen neunten Millionenseller brachte.
Bryan gewann 2021 bei den Academy of Country Music Awards in der Kategorie „Entertainer des Jahres“, die persönliche Teilnahme an der Preisverleihung musste er indes wegen eines positiven Corona-Tests absagen.

## Diskografie
Studioalben

| Jahr | Titel                        | Höchstplatzierung, Gesamtwochen, AuszeichnungChartplatzierungen (Jahr, Titel, Platzierungen, Wochen, Auszeichnungen, Anmerkungen) | Höchstplatzierung, Gesamtwochen, AuszeichnungChartplatzierungen (Jahr, Titel, Platzierungen, Wochen, Auszeichnungen, Anmerkungen) | Höchstplatzierung, Gesamtwochen, AuszeichnungChartplatzierungen (Jahr, Titel, Platzierungen, Wochen, Auszeichnungen, Anmerkungen) | Höchstplatzierung, Gesamtwochen, AuszeichnungChartplatzierungen (Jahr, Titel, Platzierungen, Wochen, Auszeichnungen, Anmerkungen) | Anmerkungen                              |
| Jahr | Titel                        | CH | UK | US | Country | Anmerkungen                              |
| ---- | ---------------------------- | --- | --- | --- | --- | ---------------------------------------- |
| 2007 | I’ll Stay Me                 | — | — | US24 Gold · (9 Wo.)US | Country2 (78 Wo.)Country | Erstveröffentlichung: 14. August 2007    |
| 2009 | Doin’ My Thing               | — | — | US6 ×2Doppelplatin · (103 Wo.)US                                                                                                  | Country2 (78 Wo.)Country | Erstveröffentlichung: 6. Oktober 2009    |
| 2011 | Tailgates & Tanlines         | — | — | US2 ×5Fünffachplatin · (214 Wo.)US                                                                                                | Country1 (147 Wo.)Country | Erstveröffentlichung: 9. August 2011     |
| 2013 | Crash My Party               | — | — | US1 ×6Sechsfachplatin · (211 Wo.)US                                                                                               | Country1 (374 Wo.)Country | Erstveröffentlichung: 13. August 2013    |
| 2015 | Kill the Lights              | CH100 (1 Wo.)CH | UK47 (1 Wo.)UK | US1 ×3Dreifachplatin · (119 Wo.)US                                                                                                | Country1 (167 Wo.)Country | Erstveröffentlichung: 7. August 2015     |
| 2017 | What Makes You Country       | CH68 (1 Wo.)CH | — | US1 Platin · (36 Wo.)US | Country1 (87 Wo.)Country | Erstveröffentlichung: 8. Dezember 2017   |
| 2020 | Born Here Live Here Die Here | CH14 (2 Wo.)CH | — | US5 Gold · (49 Wo.)US | Country1 (91 Wo.)Country | Erstveröffentlichung: 7. August 2020     |
| 2024 | Mind of a Country Boy        | — | — | US51 (1 Wo.)US | Country11 (2 Wo.)Country | Erstveröffentlichung: 27. September 2024 |